# Пайтіті

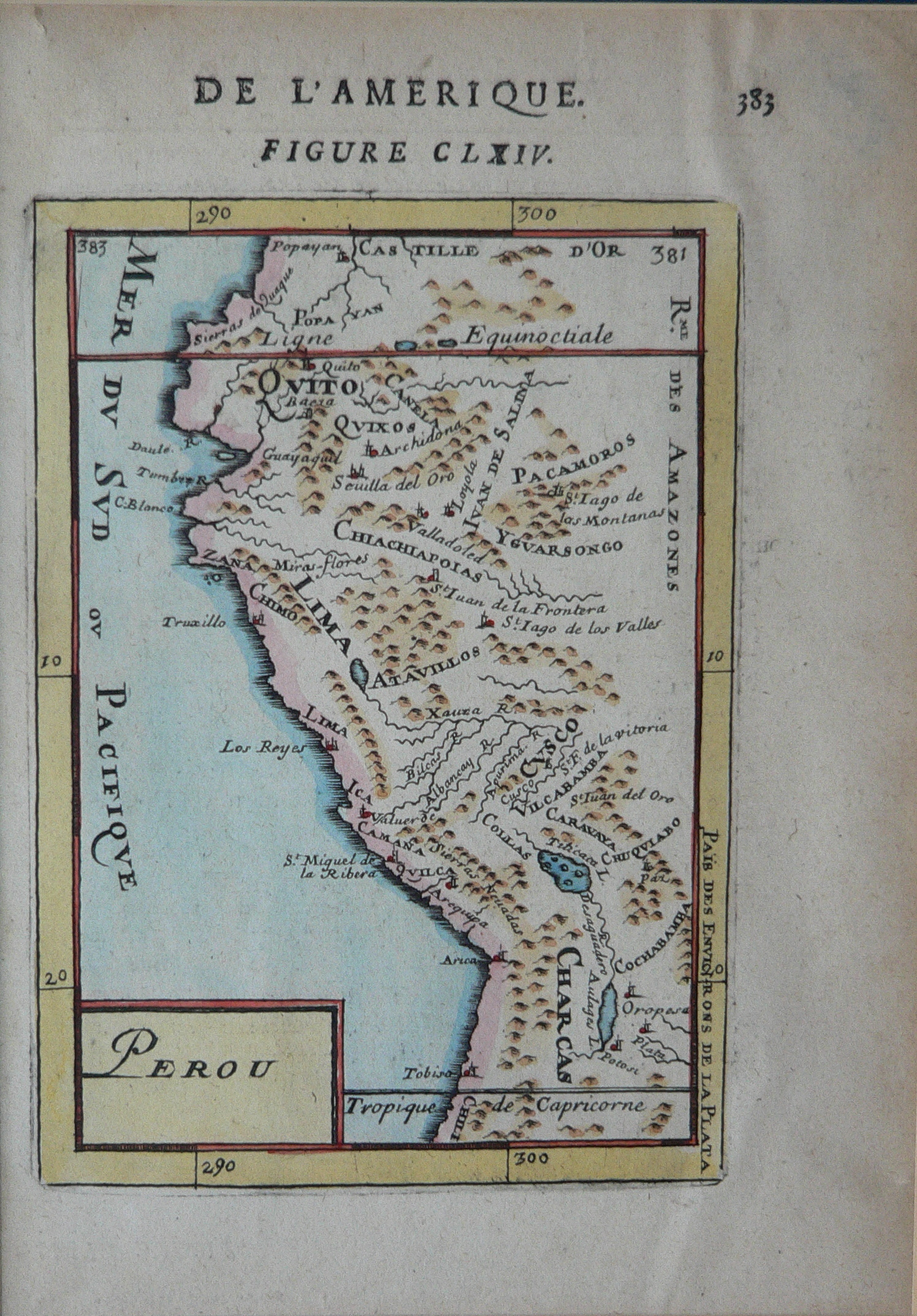
Карта Перу 1683 р.

Пайтіті (Paititi, Paitití, Paytiti, Paipite, Paykikin, Pareti, Pareties, Parechis, Parechies, Paresis) — загублене або міфічне золоте місто інків в Андах в тропічній сельві на південному-сході Перу (Pantiaqulla, Kamanti, Qallanqa і Apuqañaqway), півночі Болівії або південному-заході Бразилії (мікрорегіон Паресіс). Дотепер уважається не знайденим і не ототожненим з якими-небудь руїнами міст Південної Америки. Є рівнозначним значенню «Ельдорадо» через те, що це місто було наповнене золотом, навіть будинки й дороги були зроблені із цього металу. Згідно з легендами, саме там інки «сховали незліченні золоті багатства, які не дають спокою дослідникам і авантюристам от уже кілька століть».
Український письменник Макс Кідрук присвятив Паїтіті книгу «Твердиня», виконану у стилі техно-трилер.